# Miitopia
Miitopia (ミートピア?, Mītopia) è un videogioco di ruolo e di avventura  sviluppato da Nintendo EPD e pubblicato da Nintendo l'8 dicembre 2016 in Giappone e il 28 luglio 2017 in tutto il mondo sulla console portatile Nintendo 3DS. Una versione rimasterizzata per Nintendo Switch è stata rilasciata il 21 maggio 2021. Il gioco presenta personaggi Mii personalizzabili in un sistema di battaglia a turni e segue la storia di un gruppo di eroi che combattono il Duca del Male, che sta rubando i volti degli abitanti di Miitopia.

## Trama

### Regno di Verdalboria
L'isola di Miitopia viene attaccata dal "Duca del Male", il quale ruba i volti della gente e li applica a delle creature per trasformarli in mostri. Il Mii del giocatore, mentre vaga per la campagna, viene attaccato da uno di queste creature, quindi si rifugia nella città di Verdalboria. Ma al suo arrivo, anche il villaggio subisce un attacco dal Duca del Male, dove, ad alcuni abitanti, ruba i volti. Il Mii del giocatore dovrà prendersi l'incarico di recuperare i volti delle persone. A tal proposito, gli viene donato un amuleto che si scoprirà contenere una divinità capace di donare al Mii del giocatore dei poteri, che variano in base alla classe scelta.
Ad un certo punto il Mii del giocatore si trova in una difficoltà tale che la divinità invia un altro Mii, scelto dal giocatore e con una classe anche essa a scelta, a sostegno. Dopo aver recuperato i volti degli abitanti il sindaco di Verdalboria conferisce al giocatore un lasciapassare per il castello del re affinché possa informarlo. Lungo la strada incontra altri due Mii che si uniranno a quello del giocatore (andando a costituire il gruppo 1) e, durante un faccia a faccia col Duca del Male, l'Eremita Errante che salva il Mii principale.
Arrivati ai piedi del castello una guardia del re ferma il gruppo ma, notando il lasciapassare, vi apre la strada; nella demo la guardia dice al giocatore che non si è possibile proseguire oltre, se non acquistando la versione completa. Giunti al castello di Verdalboria il viso del monarca viene a sua volta rubato e dopo averlo recuperato il Mii del giocatore deve avvisare la Principessa dell'accaduto. Questa però è in pensiero per uno dei suoi amici, il Rampollo Decaduto, e gli chiede di andare a informarlo della situazione. Tornato a Verdalboria lo trova mentre questi cerca un bambino.
Trovato poi il bambino e informato il Rampollo della situazione, il gruppo 1 torna al castello, ma il re incarica il Mii del giocatore di scortare a palazzo il Principe di Aridosso, futuro sposo della principessa. Questo (dopo esser stato scortato al "castello") trova il Rampollo che corteggia la principessa e i due si mettono a litigare. Mentre il gruppo 1 va alla ricerca di un calmante, il Duca del Male attacca il castello rubando il volto alla principessa. Dopo che esso è stato recuperato il re, per la gioia, concede alla principessa di maritare il Rampollo, il quale aveva anche tentato, invano, di recuperarne il viso. Subito dopo il monarca comunica al gruppo 1 che la dimora del Duca del Male è situata a est e così il gruppo si dirige lì.

### Regno di Aridosso
Nella transizione dal regno di Verdalboria a quello di Aridosso, nella notte, il Duca del Male attacca la locanda nella quale è alloggiato il gruppo 1, rubando i tre amici del Mii del giocatore e soprattutto neutralizzando i poteri magici della classe con tutti gli equipaggiamenti acquistati. Il giocatore allora deve assegnare una nuova classe al suo Mii, il quale riprenderà da solo il cammino nel regno di Aridosso.
Qui farà la conoscenza di altri 3 Mii, andando a formare il gruppo 2, e rincontrerà l'Eremita Errante il quale avvisa il gruppo di riportagli, senza però strofinarla, una lampada magica. La lampada però viene trovata dal principe di Aridosso il quale, profondamente abbattuto dall'annullamento delle nozze tra lui e la principessa di Verdalboria, si fa ingannare da una voce proveniente dalla lampada, la quale gli promette soldi e potere.
Il principe strofina la lampada e libera il Genio Burlone che scappa e si dirige verso la città di Aridosso dove crea scompiglio, in particolare rubando l'oro della Star del Deserto. Il gruppo 2 allora si mette all'inseguimento del Genio, ma quando il Mii del giocatore fa per catturarlo il Genio si pente e restituisce l'oro alla Star (il gioco comunque non permette al giocatore di catturarlo). Proprio quando avviene la restituzione dell'oro il Duca del Male attacca Aridosso proprio come aveva fatto con Verdalboria, rubando i volti della gente (incluso quello del Genio). Il gruppo allora deve recuperare nuovamente i volti. Una volta recuperati tutti il Genio confessa di essersi veramente pentito e aiuta il secondo gruppo a proseguire verso est.

### Elfolonia
Con le stesse modalità, prima di passare al vicino regno di Elfolonia, il Duca del Male attacca la locanda. Privato nuovamente della compagnia e dei poteri il giocatore deve assegnare una nuova classe al suo Mii. Lungo la strada incontrerà tre nuovi Mii (formando il gruppo 3) e nuovamente l'Eremita il quale informa il Mii che il Duca del Male s'è diretto verso il Villaggio Elfico, abitato da elfi e difeso dalle tre Fate. Arrivato al villaggio però scopre, dalla fata minore, che, dopo una battaglia col Duca del Male, le sue sorelle, la fata maggiore e la fata mezzana, sono state portate via da dei mostri. Il gruppo 3 allora, assieme alla fata minore si mette alla ricerca delle sorelle. Una volta trovate tutte la fata maggiore rivela che la dimora del Duca del Male è sulle pendici del vicino vulcano Erutna, ma prima le tre devono aprire la porta est del villaggio. Una volta aperta però trovano il Duca del Male che attacca il villaggio rubando ancora una volta i visi degli abitanti, incluso quello della fata minore. Con l'aiuto della fata maggiore, il gruppo 3 recupera tutti i volti e le tre fate spianano la strada per Erutna al gruppo.

### Erutna
Nella notte ancora una volta il Duca del Male attacca la locanda rubando la compagnia al Mii del giocatore ma fallendo nel bloccarne i poteri. Il Mii principale allora è costretto a procedere da solo ancora una volta. Dopo un po' entra in una grotta e dentro vi trova l'Eremita errante e i terzi Mii dei tre gruppi ai quali però è stato rubato il volto. Con la compagnia dell'Eremita il Mii del giocatore recupera i volti degli amici e riprende il cammino assieme ad essi. Il gruppo deve addentrarsi nelle profondità del vulcano per raggiungere il castello e mentre attraversa il cuore del vulcano si deve scontrare con "Cerbero", il cane degli inferi, il quale ha i volti dei secondi Mii dei tre gruppi. Recuperati pure questi l'Eremita errante, visto che ormai il gruppo è composto da 7 Mii, lascia il giocatore per concedersi una vacanza.

### Castello del Duca del Male
Una volta addentratisi nel castello, i personaggi del gruppo salvano anche gli ultimi 3 Mii. Successivamente il gruppo affronta Dragobaldo, un drago al quale il Duca del Male ha applicato uno dei volti rubati, che una volta liberato dal volto confessa di esser dispiaciuto per quello che ha fatto e offre il proprio aiuto al gruppo, donando al giocatore la possibilità di trasportarsi velocemente tra le varie località.
Dopo questo avvenimento il gruppo affronta una volta per tutte il Duca del Male; una volta sconfitto una misteriosa creatura malefica, l'Anatema Oscuro, si separa da ciò che si rivela essere un innocuo Mii. L'Anatema fa per colpire il Mii del giocatore ma all'improvviso sopraggiunge l'Eremita che, pur di proteggerlo, si fa colpire, diventando così il Granduca del Male, una versione molto più potente del Duca del Male. Il Granduca scappa senza lasciare traccia; quindi, Dragobaldo aiuta il gruppo nel rintracciarlo andando a chiedere informazioni nella città di Viaggialà: un luogo dove molti viaggiatori provenienti da tutto il mondo si ritrovano.

### Viaggialà, Cime Nevose, Strambonia e Nuvolia
Una volta arrivato a Viaggialà il Mii del giocatore deve aiutare tre personaggi in altrettante avventure nei vicini regni di Strambonia, Cime Nevose e Nuvolia in cambio di informazioni sul Granduca del Male.
Dopo che il giocatore avrà ultimato queste prove, verrà a conoscenza che il Granduca si è rifugiato sopra il cielo nella torre detta "Grattanuvole", a cui si accede grazie ad alcune speciali gemme.

### Grattanuvole e Altromondia
Trovate le gemme che consentono l'entrata nell'edificio il gruppo recupera, in una battaglia, il volto dell'ex-Duca del Male che si unisce al gruppo e afferma di essere stato impotente di fronte alle malefatte dell'Anatema. Durante la scalata, il gruppo dovrà affrontare anche i boss incontrati in precedenza; arrivati alla sommità dell'edificio l'ex-Duca del Male rivela che il Granduca del Male si è rifugiato ad Altromondia, luogo mistico interdetto ai mortali, quindi abbandona il gruppo.
Giunto ad Altromondia il manipolo di Mii affronta una volta per tutte il Granduca del Male. Il giocatore però dovrà usare tutti e 10 i Mii per combattere che si divideranno in tre gruppi che sconfiggeranno rispettivamente la mano sinistra, la mano destra e la faccia del Granduca. Sconfitte le mani, l'ultimo gruppo deve combattere contro il vero boss finale, il quale però, rubando i volti degli altri Mii, si trasforma nell'Arciduca del Male. Sconfitto una volta per tutte, l'Anatema oscuro prova ancora una volta a colpire il Mii del giocatore ma l'Eremita errante, tornato alla sua forma normale, riesce a bloccarlo. A quel punto rivela che l'anatema è in realtà l'anima di un Mii corrotta dalla rabbia.
A questo punto il giocatore deve decidere se eliminare l'anatema oppure salvarlo. Se deciderà di salvarlo, gli sarà conferito un nuovo corpo e un nuovo volto e s'incamminerà con l'Eremita affinché impari dagli errori che ha commesso. Se invece deciderà di eliminarlo, lo cancellerà dall'esistenza. Dopo i titoli di coda vengono sbloccati due nuovi mondi: l'Isola Garapasso e Neonia.

## Modalità di gioco
Miitopia è un videogioco di ruolo con elementi simulativi. Il giocatore inizia scegliendo una tra le sei classi standard disponibili, ognuna con abilità uniche, e avanzando nel gioco può sbloccarne altre. I personaggi giocabili sono creati a partire dai Mii, a cui possono essere assegnate delle caratteristiche che influenzano il loro ruolo nel combattimento.

### Battaglia
Quando il giocatore si imbatte in un nemico, comincerà una battaglia.

#### Turno della squadra del giocatore
Il Mii (del giocatore o no) che ha la velocità più alta partirà per primo, se questi ha anche la velocità maggiore di quella dei nemici. Il giocatore può scegliere quale azione deve fare il proprio Mii mentre i compagni faranno in automatico.

##### Attacco classico
L'attacco classico non consuma PM (eccetto per i mii di classe panzer) e può attaccare uno o più nemici contemporaneamente. 

##### Magia
Questo tipo di azione consuma PM in base all'attacco. La magia può attaccare i nemici infliggendovi più danni o lanciandovi delle maledizioni; gli attacchi magici possono anche curare, proteggere o far infuriare un alleato.

##### Snack
Gli snack a disposizione sono 2: le banane, che fanno recuperare PS, e le caramelle, che fanno recuperare PM. Un Mii, quando è il suo turno, può mangiare una caramella o una banana anziché attaccare o usare una magia. Gli snack si possono ottenere principalmente nelle casse lungo il cammino, alla roulette o se un Mii vuole esplicitamente comprarli. Raggiunta una determinata quota di snack consumati, i PS e i PM ottenibili aumenteranno a loro volta.

#### Turno dei nemici
Se il nemico ha la statistica della velocità più alta, partirà per primo. Un nemico può attaccare in modo classico o con la magia.; alcuni possono anche difendere, curare o chiamare a supporto un altro nemico. Quando un nemico viene sconfitto questi libererà il volto (o una sua parte) applicatogli dal gioco.

##### Pepiere
Le pepiere possono far recuperare al Mii pepato dei PS, dei PM, risorgerlo (se è K.O.), farlo infuriare o proteggerlo con uno scudo che si infrange dopo un attacco. Raggiunta una certa quantità di volti recuperati, la capacità di questi strumenti aumenterà.

##### Salvarea
Questa zona sicura serve a far riposare un Mii, dandogli sia punti salute e punti magia. Risulta particolarmente utile quando un Mii è colpito da maledizioni; infatti quando è il turno del Mii colpito la maledizione sparirà. Quando si salveranno più volte, i PS e i PM ottenibili dalla salvarea aumenteranno a loro volta. Se un Mii è nella salvarea e tutti gli altri finiscono fuori combattimento questi tornerà in gioco e la salvarea non sarà più utilizzabile (a meno che qualcuno non si risvegli).

### Cibo
Il cibo consente di aumentare i parametri dei Mii. Quando il giocatore dà da mangiare a un Mii la pietanza farà avanzare la barra del parametro di una quantità prestabilita e al suo completamento tale parametro aumenterà di 1. Tuttavia, il Mii potrebbe gradire o non gradire la pietanza offerta e in base al gradimento la barra può avanzare ulteriormente o arretrare.

## Personaggi

### Principali
| Personaggio/i                                | Descrizione |
| -------------------------------------------- | --- |
| Mii del giocatore                            | Il protagonista della storia. Mediante un amuleto donatogli dalla Madre Ansiosa di Verdalboria ottiene dei poteri speciali che gli consentono di sconfiggere i nemici e di perseguire il proprio fine: liberare Miitopia dal terrore seminato dal Duca del Male. |
| Compagni di viaggio                          | 9 Mii che accompagnano il Mii del giocatore nella sua avventura. All'inizio si suddividono in 3 gruppi in base al mondo in cui lo accompagnano per poi riunirsi tutti dopo averli salvati a Erutnia. Dopo i titoli di coda è possibile trasferirli alla villa, pescarne di nuovi o addirittura congedarli. Possono essere creati direttamente nel gioco oppure prenderli dal centro di Creazione Mii, dalla lista amici, da Tomodachi Life o utilizzare quelli pubblicati dagli utenti mediante SpotPass. |
| Duca del Male                                | Il primo antagonista. Lavorava in una fabbrica di banane PS; stanco della sua situazione, si fece gabbare dall'Anatema oscuro che gli aveva promesso fama e gloria. Divenuto così il Duca del male, ma in realtà posseduto dall'anatema, inizia a spargere terrore per tutta Miitopia rubando i volti alla gente e applicandoli a dei mostri. Dopo essere stato sconfitto l'anatema viene espulso dal suo corpo, rivelando la sua vera natura. Nel Grattanuvole accompagna il Mii del Giocatore nella scalata e, nel mentre, gli spiega che in realtà era impotente di fronte alle malefatte dell'anatema oscuro. Nelle vicende successive alla storia trova lavoro a Neonia come "allontanatore di eventuali visitatori" |
| Eremita errante/Granduca e Arciduca del Male | Un vagabondo dotato di straordinari poteri magici. Salva il Mii del giocatore a Verdalboria e lo aiuta nel salvataggio dei secondi e terzi compagni a Erutna. Nel tentativo di proteggere il Mii del giocatore si fa tuttavia colpire dall'Anatema Oscuro. Diventa così il Granduca del Male, una versione più potente del Duca del Male; con una successiva trasformazione, diverrà l'Arciduca del Male. Liberato anche lui dal controllo dell'Anatema, riuscirà a bloccarlo nella battaglia finale ad Altromondia, e proporrà al giocatore se eliminare o salvare l'Anatema Oscuro |
| Anatema oscuro                               | In passato un Mii qualunque, ignorato da tutti e pervaso dal senso di solitudine, capì che la causa del suo stato era il suo volto. Sbarazzatosene però la sua persona sparì, lasciando solo la sua anima corrotta dall'odio e dalla solitudine. Preso il controllo di un Mii, diventò il Duca del Male e cominciò a seminare terrore per Miitopia. Dopo essersi liberato colpisce l'Eremita trasformandosi nel Granduca del Male e successivamente nell'Arciduca del Male. Sconfitto poi ad Altromondia viene bloccato dall'Eremita e, in base alla scelta del giocatore, verrà distrutto oppure perdonato; in questo caso, gli sarà donato un nuovo corpo.                                                              |
| Re di Verdalboria                            | Monarca del regno di Verdalboria, è facile da notare per via della sua mole. È sempre impegnato a mangiare cosciotti ma si preoccupa anche per sua figlia, la Principessa, promessa sposa al Principe di Aridosso. Prende per vere le parole del Mii protagonista sugli avvenimenti a Verdalboria solo dopo aver recuperato il volto e sarà possibile anche incontrarlo per breve tempo nel regno di Aridosso, in cui donerà al Mii del giocatore alcuni dei suoi cosciotti. |
| Principessa                                  | Figlia del Re di Verdalboria. È promessa in sposa al Principe di Aridosso anche se è sempre in pensiero per il suo amico, il Rampollo decaduto. |
| Rampollo decaduto                            | Un ragazzo coraggioso ma purtroppo molto debole nei combattimenti. All'inizio viveva sempre accanto alla Principessa, ma dopo esser caduto in rovina si allontanò dal castello. Dopo che il volto della Principessa viene recuperato potrà sposarla. |
| Principe di Aridosso                         | Un uomo basso di statura, arrogante e presuntuoso. Quando il volto della Principessa viene rubato, mostra il suo carattere mammone. Disperato per non esser riuscito a sposare la Principessa, vaga per il deserto di Aridosso e si lascia ingannare dal Genio Burlone, libernadolo. |
| Genio burlone                                | Dopo esser stato liberato dal Principe di Aridosso comincia a seminare caos per Aridosso; in particolare, ruba l'oro della Star del Deserto. Tuttavia, quando il Mii protagonista fa per rinchiuderlo nella lampada, lui si pente e lo restituisce. Successivamente troverà lavoro sempre presso la Star come guardia del corpo. |
| Le tre fate                                  | Tre fate sorelle che con la loro magia proteggono il villaggio di Elfolonia. Quando il Duca del Male attacca il villaggio, si porta via la fata maggiore e la fata di mezzo lasciando sola la fata minore, che si unirà al gruppo 3 per mettersi alla ricerca delle sorelle. La Fata Minore andrà poi a Viaggialà per mettersi alla ricerca di dolci nascosti in vari regni. |
| Dragobaldo                                   | Un drago bianco al quale il Duca del Male ha applicato un volto per renderlo malvagio. Dopo che il Mii del GIocatore lo avrà sconfitto e liberato, questo lo aiuterà a muoversi velocemente per tutta Miitopia. |
| Viaggiatori                                  | Persone che si ritrovano a Viaggialà che affideranno, in cambio di ricompense, incarichi al giocatore come accompagnarli in avventure o consegnare pacchi a degli abitanti di Miitopia. In alcuni casi, è possibile reclutarli e inserirli nel proprio gruppo. |

### Secondari
| Personaggio/i           | Descrizione |
| ----------------------- | --- |
| Abitanti di Verdalboria | Vivono nella città di Verdalboria, nell'omonimo regno. Ne fanno parte anche la Madre Ansiosa, che darà al Mii del Giocatore l'amuleto con i poteri speciali, e il Sindaco Insicuro, che consentirà l'accesso al castello di Verdalboria per informare il sovrano della situazione |
| Guardie del Castello    | 4 soldati che si occupano di proteggere il regno di Verdalboria, e il suo sovrano il Re di Verdalboria |
| Abitanti di Aridosso    | Vivono nella città di Aridosso nell'omonimo regno. Ne fanno parte anche la Star del deserto, alla quale il Genio Burlone ruberà l'oro, e l'Esploratore Inquieto. |
| Gli Elfi                | Vivono nel villaggio di Elfolonia, nell'omonima foresta. |
| Fotografo d'assalto     | Spesso scatta delle foto in momenti salienti delle battaglie affrontate dal Mii del Giocatore, rivendendole. |
| Mister Quiz             | Pone tre domande al Mii del Giocatore, donando un premio nel caso il Giocatore indovini tutte e tre le risposte. Si può trovare in vari punti della mappa, ma anche come viaggiatore a Viaggialà dove proporrà una sfida in tre round.                                            |
| Postino Prodigoso       | Porta al Mii del giocatore delle lettere di alcuni abitanti di Miitopia, col quale ha interagito. |
| Gourmet Nomade          | Un critico culinario eccentrico, intento a assaporare e recensire i cibi di Miitopia. Lo si può trovare in vari punti della mappa, dove donerà tre porzioni del cibo che sta assaggiando.                                                                                         |
| Esploratore inquieto    | Un esploratore molto insicuro e poco incline al rischio. Dopo gli eventi della storia, lo si può trovare a Viaggialà, dove proprorrà al giocatore di scontrarsi con dei Burletti in vari punti di Miitopia.                                                                       |
| Fan di Nintendo         | Un fan sfegatato di Nintendo, con la quale il giocatore potrà usare gli amiibo. |

## Abilità e classi
Le classi sono delle specializzazioni dei Mii in determinate aree di competenza: alcune sono incentrate sull'infliggere danni, altre si focalizzano sul provvedere supporto al gruppo curandolo, applicando dei bonus o rimuovendo degli effetti negativi.
| Classe                       | Arma          | Attacco classico                | Sblocco                                                      |
| ---------------------------- | ------------- | ------------------------------- | ------------------------------------------------------------ |
| Guerriero                    | Spada         | Un nemico a scelta              | Disponibili all'inizio del gioco                             |
| Ladro                        | Daga          | Tutti i nemici                  | Disponibili all'inizio del gioco                             |
| Cantante (maschio o femmina) | Microfono     | Tutti i nemici                  | Disponibili all'inizio del gioco                             |
| Cuoco                        | Padella       | Un nemico a scelta              | Disponibili all'inizio del gioco                             |
| Mago                         | Bacchetta     | Un nemico a scelta              | Disponibili all'inizio del gioco                             |
| Sacerdote                    | Bastone       | Un nemico a scelta              | Disponibili all'inizio del gioco                             |
| Diavoletto                   | Forcone       | Un nemico a scelta              | Completando Verdalboria                                      |
| Gatto                        | Artigli       | Un nemico a scelta              | Completando Verdalboria                                      |
| Scienziato                   | Ampolla       | Un nemico a scelta              | Completando Verdalboria                                      |
| Panzer                       | Proiettile    | Un nemico a scelta (consuma PM) | Completando Aridosso                                         |
| Fiore                        | Foglia        | Tutti i nemici                  | Completando Aridosso                                         |
| Principessa                  | Ventaglio     | Un nemico a scelta              | Completando Aridosso                                         |
| Vampiro                      | Pipistrello   | Tutti i nemici                  | Completando la missione del Vampiro Esploratore a Strambonia |
| Elfo                         | Arco e frecce | Un nemico a scelta              | Completando l'isola Garapasso                                |

## Personalità
Esistono 7 tipi di personalità nel gioco: ognuna influenza le azioni del Mii in vari modi.
| Personalità | Azioni peculiari |
| ----------- | --- |
| Gentile     | - Se un alleato ha terminato gli snack, può donargli uno dei suoi. - Può farsi colpire al posto di un alleato, proteggendolo. - Può risparmiare un nemico durante un attacco fisico. Se non funziona rischia di incrinare il rapporto con uno dei Mii: se invece riesce, il nemico lascerà l'area di gioco, non elargendo però alcuna ricompensa. - Se un alleato finisce a terra, l'azione amica Vendetta provoca un'alterazione di stato. In questo caso piangerà |
| Prudente    | - Anziché attaccare, può fare riscaldamento per potenziare il suo prossimo attacco, procrastinando l'azione di un turno. - Se un nemico ha poca vita può infliggergli il colpo di grazia, eliminandolo. - Se finisce gli snack, ne fa comparire uno dicendo che l'aveva preparato per l'occasione. (Non eseguibile dal mii del giocatore) - Se un alleato finisce a terra, l'azione amica Vendetta provoca un'alterazione di stato. In questo caso piangerà |
| Sicuro      | - Quando attacca in modo classico, può centrare il punto debole del nemico, causandogli più danni. - Ha una possibilità del 50% di schivare gli attacchi fisici dei nemici. - Quando per strada trova una buca e si mette a scavare, se al primo tentativo non trova niente abbandona l'impresa in automatico. - Se un alleato è in pericolo, potrebbe non proteggerlo, lasciandogli subire danni. - Se un nemico cerca di distrarlo, c'è una probabilità che lo ignori evitando un'alterazione di stato. - Se un alleato finisce a terra, l'azione amica Vendetta provoca un'alterazione di stato. In questo caso si infurierà |
| Caparbio    | - Può proteggersi in maniera tale da subire meno danni. - Può rifiutare l'aiuto di un alleato, rischiando di incrinare il rapporto. - Se pensa che un'azione non gli sia riuscita bene, può ripeterla sempre durante il suo turno. - Quando per strada trova una buca e si mette a scavare, se al primo tentativo non trova niente passa al secondo tentativo in automatico. - Se un alleato finisce a terra, l'azione amica Vendetta provoca un'alterazione di stato. In questo caso si infurierà |
| Energico    | - Se è il turno di un alleato che ha pochi PM, lo tirerà su di morale facendogliene guadagnare alcuni. - Quando attacca in modo classico può farlo in maniera troppo energica, infliggendo più danni ma inciampando e subendo 2 PS di danno cadendo. - Se viene sconfitto, potrebbe ritornare in vita recuperando 1 PS. - Quando per strada trova una pozione, la beve tutta d'un fiato, a meno che non dica che ha un odore strano. - Se un alleato finisce a terra, l'azione amica Vendetta provoca un'alterazione di stato. In questo caso si infurierà |
| Sognatore   | - Quando attacca in modo classico può confondersi sul bersaglio da attaccare e sceglierne uno a caso, infliggendo più danni. - Se ha pochi PS, si metterà a dormire cercando di recuperarne. - Può mettersi a giocare con un nemico, facendogli saltare il turno ma sacrificando anche il suo. - Se un alleato finisce a terra, l'azione amica Vendetta provoca un'alterazione di stato. In questo caso piangerà |
| Rilassato   | - Può, in un qualsiasi attacco, scegliere di fare uno sforzo, aumentandone così l'effetto, o di consumare meno PM riducendolo. - Se finisce gli snack ne ruberà uno ad un alleato, rischiando di incrinare il rapporto. - Può proteggersi da un attacco nemico riparandosi dietro ad un alleato, il quale subirà i danni al posto suo, rischiando anche questa volta di incrinare il suo rapporto. - Se un nemico prova ad alterarlo, lo ignorerà con indifferenza. - Quando per strada trova una buca e si mette a scavare, se al primo tentativo non trova niente abbandona l'impresa in automatico - Se un alleato finisce a terra, l'azione amica Vendetta non provoca alterazioni di stato, al contrario delle altre personalità. |